# Syllis longesegmentata
Syllis longesegmentata är en ringmaskart som beskrevs av Grube 1857. Syllis longesegmentata ingår i släktet Syllis och familjen Syllidae. Inga underarter finns listade i Catalogue of Life.